# Chris Anstey
Christopher John Anstey (* 1. Januar 1975 in Melbourne) ist ein australischer Basketballtrainer und ehemaliger -spieler, der von 1997 bis 2000 in der NBA aktiv war und seit 2012 Melbourne United (ehemals Melbourne Tigers) trainiert.

## Karriere
Anstey spielte in seiner Jugend Tennis auf hohem Niveau, bevor er mit 17 Jahren mit dem Basketballsport begann. Nur zwei Jahre später debütierte er in der australischen NBL. 1997 wechselte Anstey in die NBA, wo er zwei Jahre lang für die Dallas Mavericks sowie eine Saison für die Chicago Bulls spielte und insgesamt 155 Partien bestritt. In der Saison 2000/01 trat er für die Victoria Titans in der NBL an und wurde zum NBL Best Sixth Man gewählt. Nach zwei Jahren in der NBL war er von 2002 bis 2005 in Russland aktiv. Mit UNICS Kasan gewann Anstey die FIBA Europe League. Bis auf einige Monate 2006 bei CB Sevilla war er von 2005 bis zu seinem Karriereende 2010 wieder in Australien für die Melbourne Tigers aktiv. In der Saison 2005/06 wurde er MVP der regulären Saison und des Finales und gewann die Meisterschaft. Diese Titel erreichte er ebenfalls in der Saison 2007/08, in der er zusätzlich zum besten Defensivspieler der Saison gewählt wurde.
Mit der australischen Nationalmannschaft gewann Anstey 1997 die U22-Weltmeisterschaft und wurde selbst zum wertvollsten Spieler dieses Turniers gewählt. Als Teil des A-Kaders nahm er an der Weltmeisterschaft 1998 teil und erreichte bei den Olympischen Spielen in Sydney zwei Jahre später das Halbfinale. Anschließend war er wenig in der Nationalmannschaft aktiv, sodass die Olympischen Spiele 2008 für ihn sein erstes großes Turnier seit acht Jahren waren.